# Le Chaffal
Le Chaffal är en kommun i departementet Drôme i regionen Auvergne-Rhône-Alpes i sydöstra Frankrike. Kommunen ligger i kantonen Chabeuil som tillhör arrondissementet Valence. År 2022 hade Le Chaffal 37 invånare.

## Befolkningsutveckling
Antalet invånare i kommunen Le Chaffal
Referens:INSEE